# Servicio de Subsistema de Autoridad de Seguridad Local
El Servicio de Subsistema de Autoridad de Seguridad Local (Local Security Authority Subsystem Service, LSASS) es un proceso en los sistemas operativos Microsoft Windows, responsable de hacer cumplir la política de seguridad en el sistema. Verifica que los usuarios inicien sesión en un equipo o servidor Windows, gestiona los cambios de contraseñas y crea tokens de acceso. También escribe en el registro de seguridad de Windows. La terminación forzada de lsass.exe provoca un reinicio de la máquina.
Debido a que lsass.exe es un archivo de sistema crucial, su nombre es a menudo falsificado por malware. El archivo lsass.exe utilizado por Windows se encuentra en el directorio Windows\System32. Si se ejecuta desde cualquier otra ubicación, lo más probable es que lsass.exe se trate de un virus, spyware, troyano o gusano. Debido a la forma en que algunos sistemas muestran las fuentes, los desarrolladores malintencionados pueden nombrar el archivo como Isass.exe (mayúscula "i" en lugar de una "L" en minúsculas) para engañar a los usuarios para instalar o ejecutar un archivo malicioso en lugar del sistema de confianza archivo.